# 아크라 (요새)

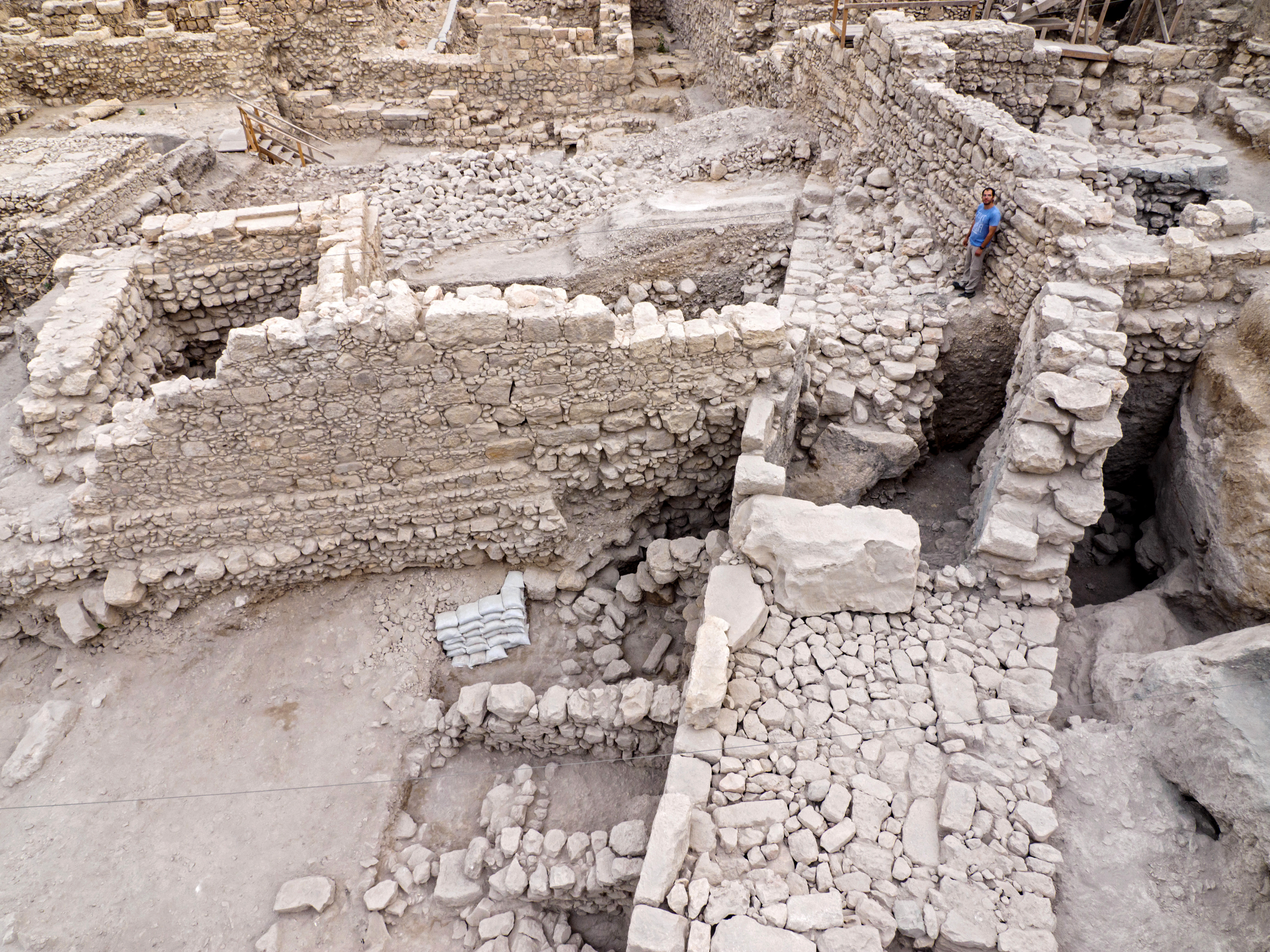

아크라(Acra, 고대 그리스어: Ἄκρα, 히브리어: חקרא, חקרי Ḥaqra(h))는 "성채"라는 의미를 가지며 예루살렘에 요새가 있었던 것으로 생각되는 장소였다. 셀레우코스 제국의 통치자인 안티오코스 4세 에피파네스가 기원전 168년에 도시를 약탈한 후 건설한 복합 단지이다. 아크라라는 이름은 나중에 플라비우스 요세푸스(1세기 CE)에게 아크라와 "낮은 도시"로 알려졌던 당시 파괴된 요새와 관련된 도시 구역에 사용되기도 했다. 이 요새는 마카베오 반란을 둘러싼 사건에서 중요한 역할을 했으며, 이로 인해 하슈모나이 왕국이 형성되었다. "상부 도시"(upper city)는 유다 마카베오에 의해 점령되었고, 셀레우코스 수비대는 하부 "아크라"로 피신했으며, 예루살렘 내부의 이 마지막 적 요새를 파괴하는 임무는 타씨라는 성의 시몬 마카베오에게 맡겨졌다. 아크라에 대한 우리의 지식은 거의 전적으로 후대의 요세푸스의 저술과, 묘사된 사건이 있은 지 얼마 되지 않아 쓰여진 마카베오서 제1권과 제2권에 기초하고 있다.